# 斑點長鰭鸚鯛
斑點長鰭鸚鯛，為輻鰭魚綱鱸形目隆頭魚亞目隆頭魚科的其中一種，分布於中西太平洋區，包括印尼、菲律賓、巴布亞紐幾內亞、所羅門群島、帛琉海域，棲息深度2-12公尺，體長可達9公分，棲息在具遮蔽的礁石區，生活習性不明，生活習性不明。

## 擴展閱讀
維基物種上的相關：斑點長鰭鸚鯛